# N'goni
El 'n'goni' o 'kameln'goni' es un instrumento mezcla de arpa y de laúd, muy extendido entre los pobladores de África occidental (Senegal, Malí y Burkina Faso) y es considerado el antepasado del banjo.
Este instrumento consta de entre 4 y 10 cuerdas, y su afinación depende de muchos factores partiendo de una escala pentatónica, cuyo tono sube o baja según la amplitud de la calabaza, las cuerdas usadas, la piel de la caja de resonancia, el artista que la toque y el estilo con que lo haga.[cita requerida]
Este instrumento es utilizado por los griots para el canto de las historias añejas de África y sus habitantes, se utilizaba para acompañar canciones épicas.
El instrumento se ha popularizado tanto en Mali en los últimos tiempos que se ha convertido en símbolo nacional y turístico.[cita requerida]

## Elementos morfológicos
El instrumento consta de dos partes: la caja de resonancia y el mástil. 
- La caja de resonancia suele ser confeccionada con calabazas gigantes de la zona (de Cucurbita maxima o Lagenaria siceraria), vaciadas, pulidas, embellecidas y/o barnizadas (se suelen escoger las más redondas). A la calabaza se le coloca una piel, habitualmente de cabra, que puede haberse curtido o no, lo que genera grandes diferencias entre los sonidos resultantes de ambas técnicas. Los n'goni con la piel curtida sobre la tercera parte de la circunferencia que ha sido cortada, creando una especie de cúpula. La piel se fija con lo que más a mano tienen, habitualmente chinchetas. Sobre esta se ubica un puente de madera, sujeto a la calabaza con cuerdas, sujetas a su vez a trozos de caña cortados a lo largo.

- El mástil es un palo generalmente de un tipo de caña especial del Río Níger, muy resistente y elástica a su vez, que atraviesa la calabaza, creando un pie que recuerda al metálico del Contrabajo, con la diferencia de que es la misma pieza que el mástil. Por la parte superior, el mástil parte de la caja de resonancia y se extiende entre 80 centímetros y 1 metro en los modelos profesionales. Las cuerdas se sujetan al mástil de las maneras más variopintas, pues aquí entra la habilidad del artesano para confeccionar el instrumento, y la finalidad del mismo, esmerándose más o menos en los mecanismos de afinación de las cuerdas. Estas cuerdas pueden ser de cuero de antílope, nylon de pescar (lo más extendido), o incluso alambre en los modelos más rústicos (y a la vez de sonido más bello).